# Spilosoma trifasciata
Spilosoma trifasciata là một loài bướm đêm thuộc phân họ Arctiinae, họ Erebidae.